# IM LS7
IM LS7 — среднеразмерный электромобиль-кроссовер, выпускаемый с 2022 года китайской компанией IM Motors. Продажи начались в марте 2023 года.

## Описание
Автомобиль IM LS7 был представлен 19 апреля 2021 года на автосалоне в Шанхае наряду с прототипом IM L7 и концепт-каром Airo.

## Технические характеристики
В автомобиле IM LS7 используется фирменная интеллектуальная система управления IM AD, в которой используются чипы Orin X от Nvidia и двойной лазерный радар.
Базовая комплектация IM LS7 с заднемоторной компоновкой оснащается синхронным электродвигателем постоянного тока мощностью 250 кВт (340 л. с.), в то время как на комплектацию с двухмоторной компоновкой устанавливаются электродвигатели мощностью 425 кВт (578 л. с.) и крутящим моментом 725 Н⋅м. Ёмкость аккумуляторов составляет 77, 90 и 100 кВт⋅ч, а коэффициент лобового сопротивления — 0,268 Кд.
Телеметрия (управление с телефона), обновления не приходят даже после замены E-SIM на Российскую SIM. При движении задним ходом привод только на задние колеса.

## Интерьер
Интерьер LS7 оснащён сиденьями с нулевой гравитацией, дополнительным рулевым колесом и центральной консолью с автоматически поднимающимся интерактивным экраном AMOLED 2K ultra-clear, объединяющим жидкокристаллическую комбинацию приборов и информационно-развлекательную систему IMOS 2.0, разработанную компанией IM Motors на базе чипа Qualcomm 8155 и скорости передачи данных Gigabit Ethernet.